# BSA (automóviles)
Los automóviles BSA se fabricaron entre 1907 y 1912 en Birmingham, y hasta 1939 también en Coventry, ambas en Inglaterra, Reino Unido. La empresa Birmingham Small Arms Company (BSA), fabricante de armas de mano, había establecido un departamento de automoción en un intento fallido por hacer uso de la fábrica de Sparkbrook de Birmingham. Una parte independiente de la misma planta industrial fue ocupada por la Lanchester Motor Company. Las ventas fueron manejadas por BSA Cycles Limited. Después de 1912, la fabricación fue realizada por la filial del grupo Daimler en Coventry, o por BSA Cycles en Birmingham.

## Historia

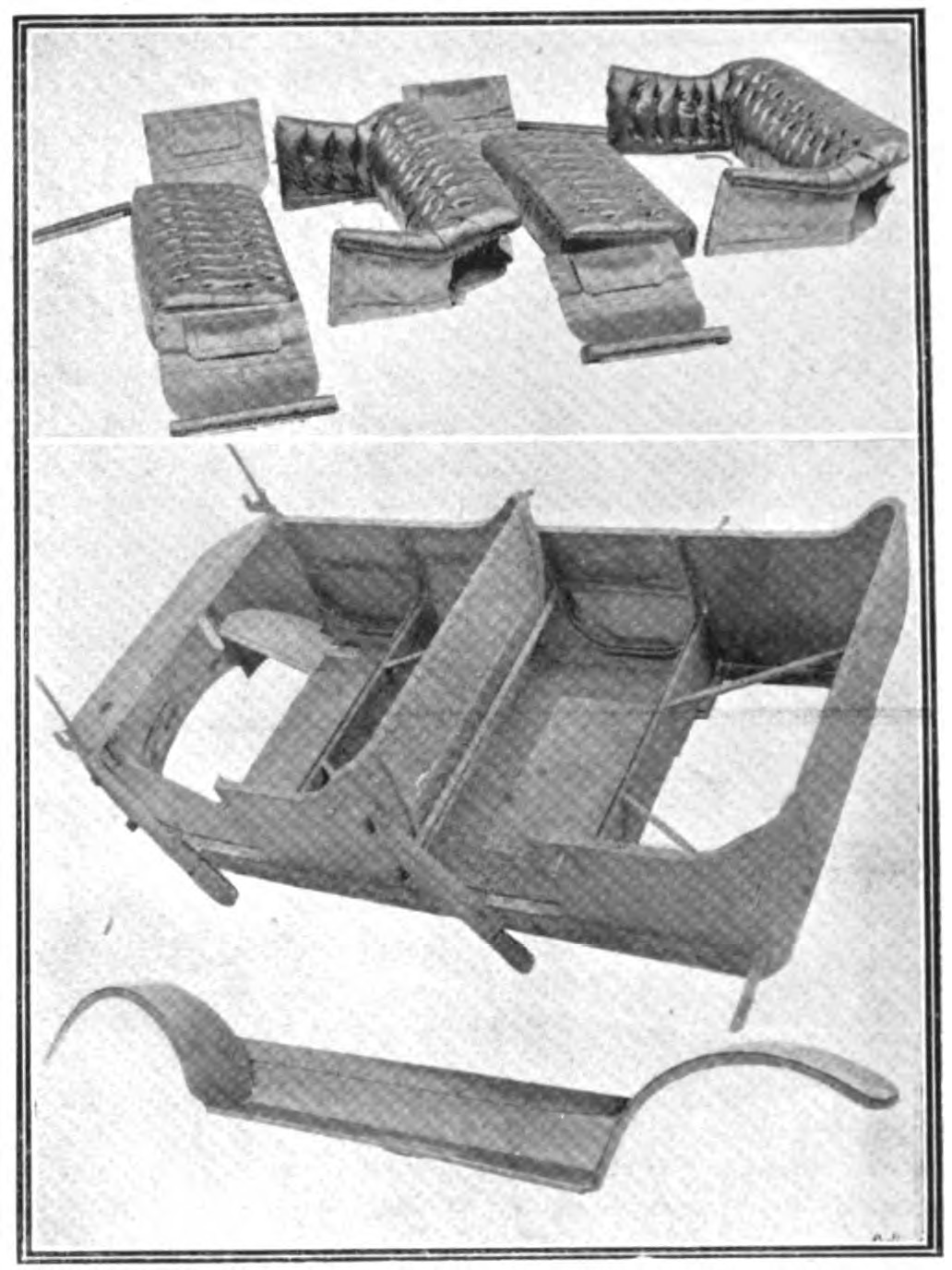
Componenetes totalmente de acero de la carrocería del modelo 13.9, con la tapicería en la parte superior (1912)

El primer prototipo de automóvil de BSA se produjo en 1907. Al año siguiente, la compañía vendió 150 automóviles comercializados por la BSA Cycles Ltd, y nuevamente comenzó a producir bicicletas completas por su propia cuenta. En 1909, estaba claro que el nuevo departamento de automóviles no tenía éxito. Un comité de investigación informó al Consejo de BSA sobre los muchos fallos de su administración y sobre la mala organización de la producción.

### Daimler
Dudley Docker se unió a la junta en 1906 y fue nombrado vicepresidente de BSA en 1909. Logró un éxito financiero espectacular mediante la fusión de cinco grandes compañías de material rodante en 1902 y se convirtió en el líder del movimiento de fusiones empresariales de aquel momento. Creyendo que podía adquirir las habilidades de gestión que faltaban y que no se podían encontrar dentro de BSA, comenzó las conversaciones de fusión con la Daimler Motor Company de Coventry. Daimler y Rover eran entonces los mayores productores británicos de automóviles. De hecho, Daimler era inmensamente rentable: después de su reconstrucción de capital en 1904, sus ganancias fueron del 57 % y del 150 % de los rendimientos del capital invertido en 1905 y 1906.
El atractivo para los accionistas de Daimler era la aparente estabilidad de BSA. Entonces, en 1910, BSA compró Daimler pagando con acciones de la propia BSA, pero Docker, quien negoció los acuerdos, ignoró o no supo medir las posibles consecuencias de la fusión para el nuevo grupo. El combinado de empresas nunca fue adecuadamente coordinado.
Docker se retiró como director de BSA en 1912 y nombró a Lincoln Chandler su sucesor en el consejo de BSA. A Docker le gustaba hacer una comparación entre la fusión BSA ~ Daimler que él diseñó y la de su fusión en 1902 de la Metropolitan Carriage Wagon & Finance Company y de la Patent Shaft. Sin embargo, no hubo integración de instalaciones en el caso BSA ~ Daimler, ni hubo una reorganización de ninguna de las dos. En vista de las críticas anteriores contenidas en el informe de 1909 del comité de investigación, BSA continuó produciendo automóviles propios, utilizando motores Daimler. En 1913, Daimler empleó a 5000 trabajadores para fabricar 1000 vehículos, una indicación de que las cosas no se estaban haciendo bien.

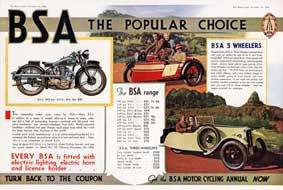
Anuncio de la gama de motocicletas y de coches de tres ruedas BSA (1935)

### Años de entreguerra
Además de la gama de automóviles Daimler, BSA Cycles Ltd volvió a introducirse en el mercado de automóviles con el nombre BSA en 1921, con un coche ligero equipado con un motor V2 de diez h.p., seguido de modelos con motores de cuatro cilindros de once h.p. y catorce h.p., y de seis cilindros con doce h.p. y dieciséis h.p. Se fabricaron hasta 1926, cuando el nombre fue abandonado temporalmente. En 1929, apareció una nueva gama de automóviles de tres y cuatro ruedas y su producción continuó hasta 1936.
En 1930, las actividades principales del Grupo BSA eran la fabricación de las motocicletas BSA y de los vehículos Daimler.
La producción de automóviles bajo el nombre BSA cesó en 1940, con el comienzo de la Segunda Guerra Mundial.

### Propiedad de la marca BSA de China
La propiedad de la marca BSA finalmente pasó a China, después de que Tata Motors compró Jaguar Cars y Daimler Motor Company en 2009. Un problema legal detuvo la creación de un coche chino con el distintivo BSA, pero el caso solo se aplicó a los automóviles, no a otros productos, como las bicicletas.

## Fechas clave
Primeros automóviles

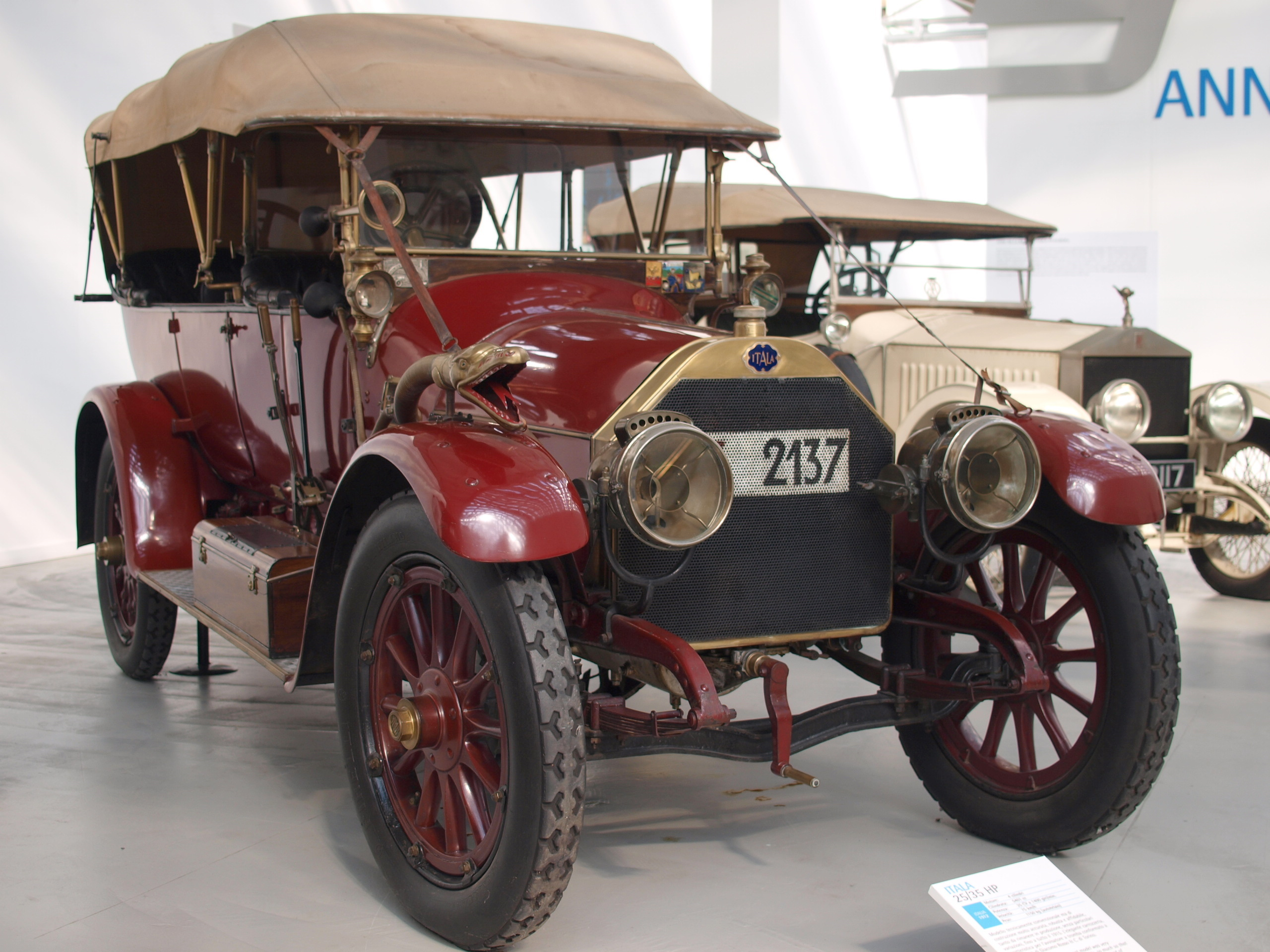
Itala 25/35

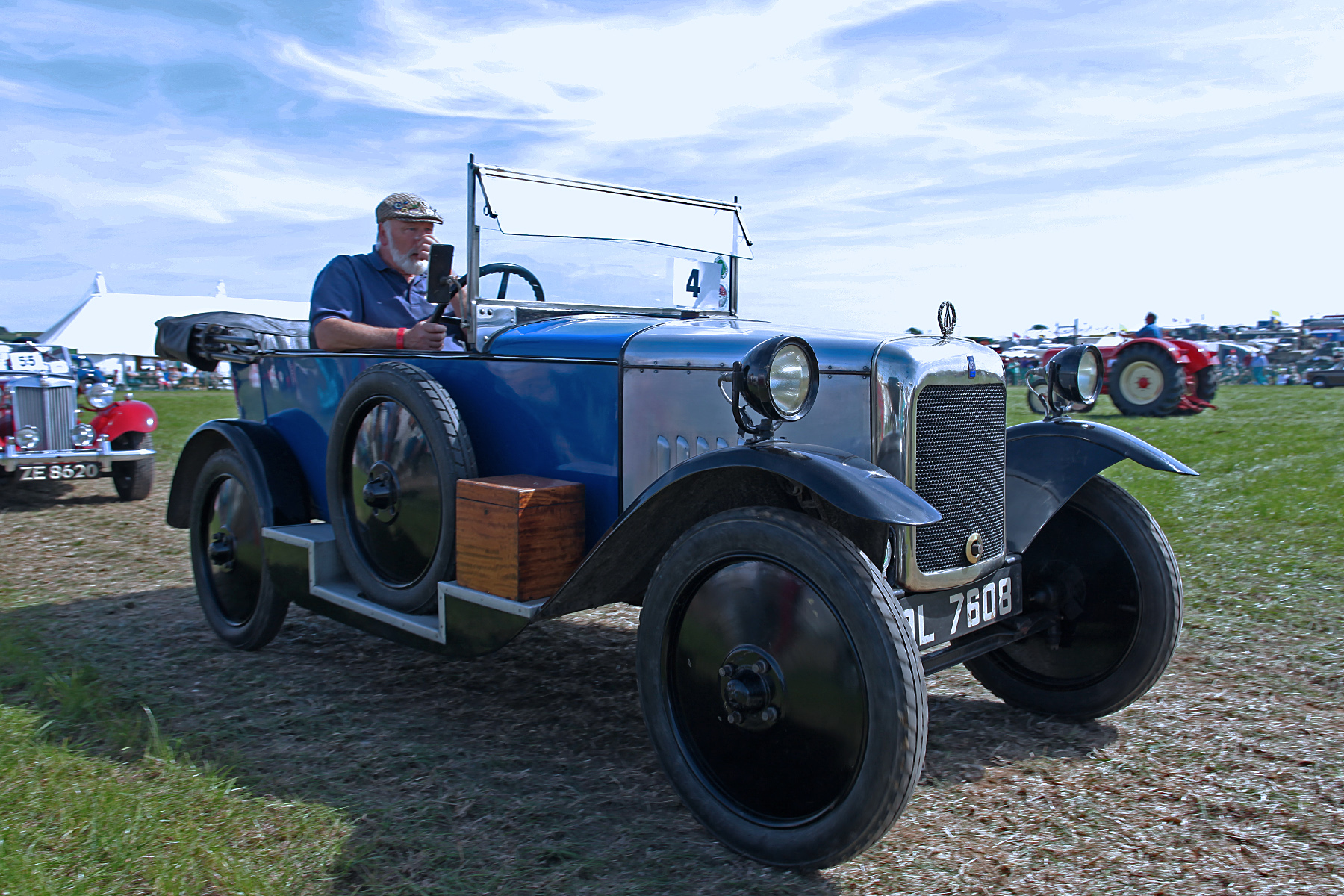
TB2 Ten. Motor V2

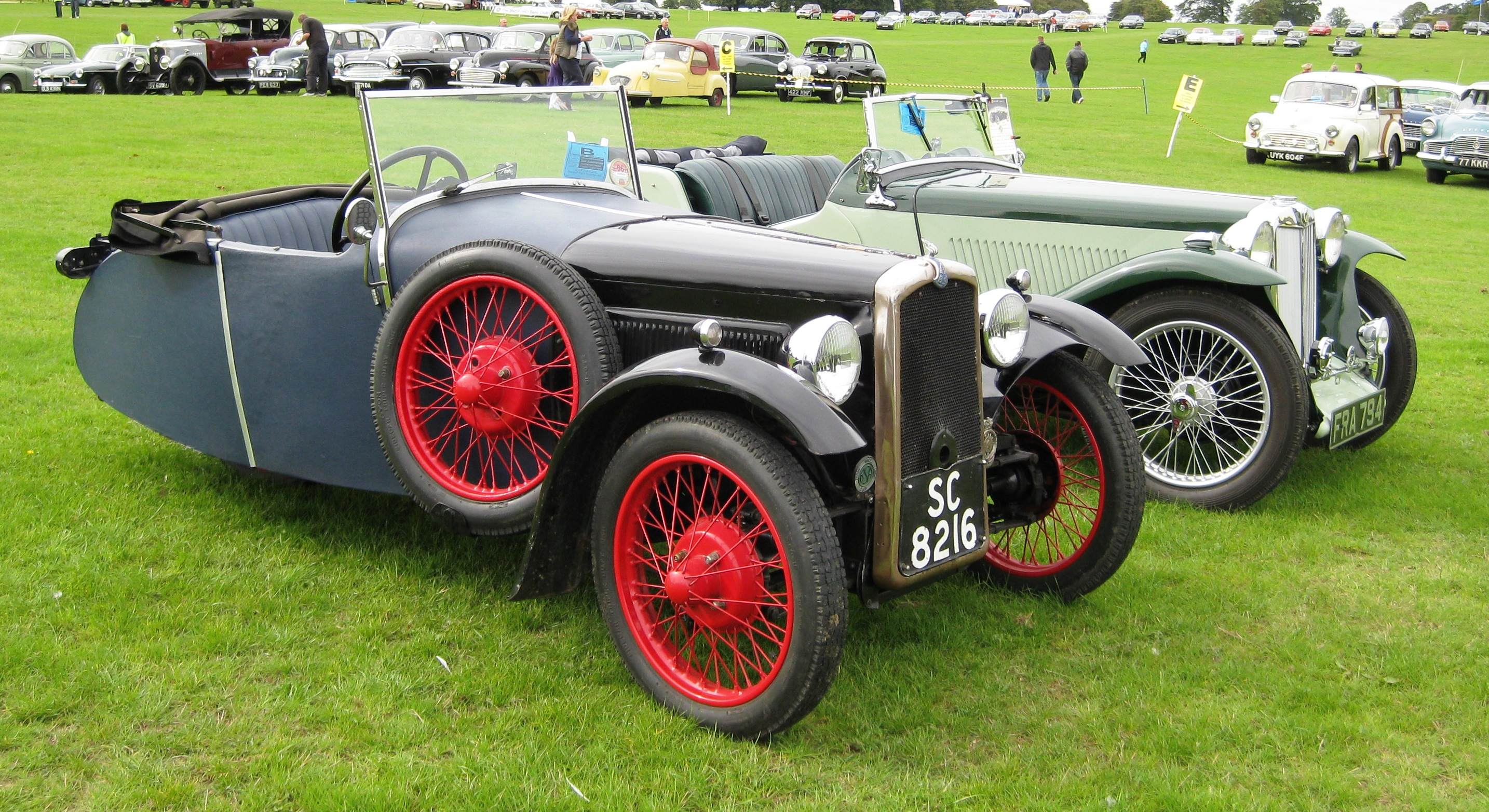
Coche de tres ruedas (1930)

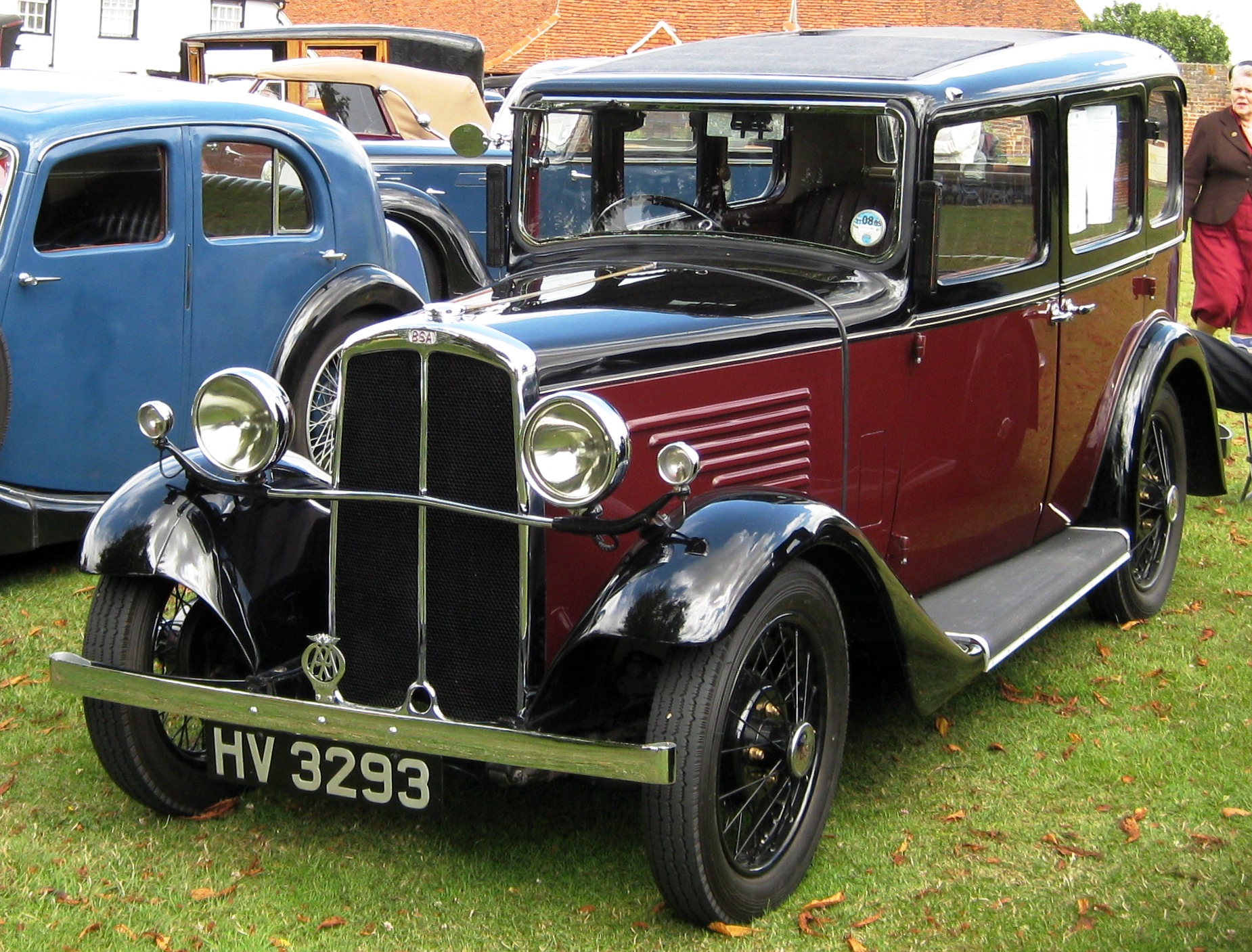
Ten 1185 cc (1933)

- 1907 a 1914: varios automóviles con capacidades que van desde 2.5 a 4.2 litros, comenzando en 1907 con el 18/23.[4] Los autos más grandes se basaron en el 1907 Peking-Paris Itala (automóviles).
  - 1908: tres modelos, 14/18, 18/23 y 25/33, todos con motores de cuatro cilindros.[4]
  - 1910: modelos adicionales Daimler con nueva identificación, 15/20 y 20/25.

Segunda introducción
- 1910: en octubre, BSA group compró Daimler, compartiendo el negocio que se haría cargo de la fabricación de automóviles.
- 1911:coche BSA 25/33 con motor Daimler; la gama completa era 15/20, 20/25 y 25/33.
- 1912: la producción de automóviles se transfirió a Coventry, y la gama se redujo a un modelo, el 13.9 h.p. 2015 cc también (brevemente) vendido por Siddeley-Deasy con una carcasa de radiador diferente como "Stoneleigh". Este coche combinaba la suspensión delantera semielíptica con un resorte trasero transversal. Las carrocerías construidas en Sparkbrook fueron de las primeras totalmente metálicas. Se suministraron cajas de cambio y ejes traseros para otros coches Siddeley-Deasy.[4]
- 1914: la Primera Guerra Mundial detuvo la producción de automóviles.
- 1921: se reanudó la producción de automóviles ligeros BSA con tracción trasera, aire acondicionado y motor de 1080 cc con dos cilimdros en V de 10 h.p.

Tercera introducción
- 1929: primer BSA de tres ruedas.
- 1931: versión de 1931 TW-5 van del vehículo de tres ruedas. The Birmingham Small Arms Company Limited adquirió Lanchester y transfirió la producción a Daimler en Coventry.

Cuarta introducción
- 1932: en septiembre, los directores anunciaron el cuarto intento de BSA Cycles de lanzar automóviles al mercado, con un cuatro plazas de 10 caballos de potencia con volante hidroasistido Daimler y transmisión automática que se produciría a principios de año. Otro automóvil que se puso en el mercado fue un vehículo de cuatro ruedas con un motor de cuatro cilindros idéntico en detalles esenciales al del automóvil de cuatro ruedas abierto de cuatro ruedas.[5]
- 1932: Se lanza el T-9, un vehículo de cuatro ruedas con cuatro plazas y un motor de 9 caballos (1075 cc) de cuatro cilindros refrigerado por agua.
- 1932: Van V-9.
- 1932: modelo con dirección hidráulica y tracción trasera de 10 h.p., vendido junto con el T9.
- 1932: FW32, versión de cuatro ruedas del vehículo de tres ruedas producido durante 1 año.
- 1933: cesó la producción del T-9 y del V-9.
- 1933: versiones con motor de cuatro cilindros de los automóviles de tres y cuatro ruedas agregadas a la gama.
- 1934: versión del motor de seis cilindros del Ten, Light Six 12 hp.
- 1935: primeros Scout, Series 2 y 3.
- 1936: cese de la producción de los coches de tres ruedas.
- 1936: desaparecen las versiones BSA de los coches Lanchester.[4]
- 1936 a 1937: Scout Serie 4
- 1937 a 1938: Scout Serie 5
- 1938 a 1939: Scout Serie 6
- 1940: la Segunda Guerra Mundial detuvo la producción de automóviles BSA.
- 1958 a 1960: prototipo del Ladybird de tres ruedas.[6]

NOTA: (Téngase en cuenta que algunos detalles pueden no ser fiables)

## Modelos

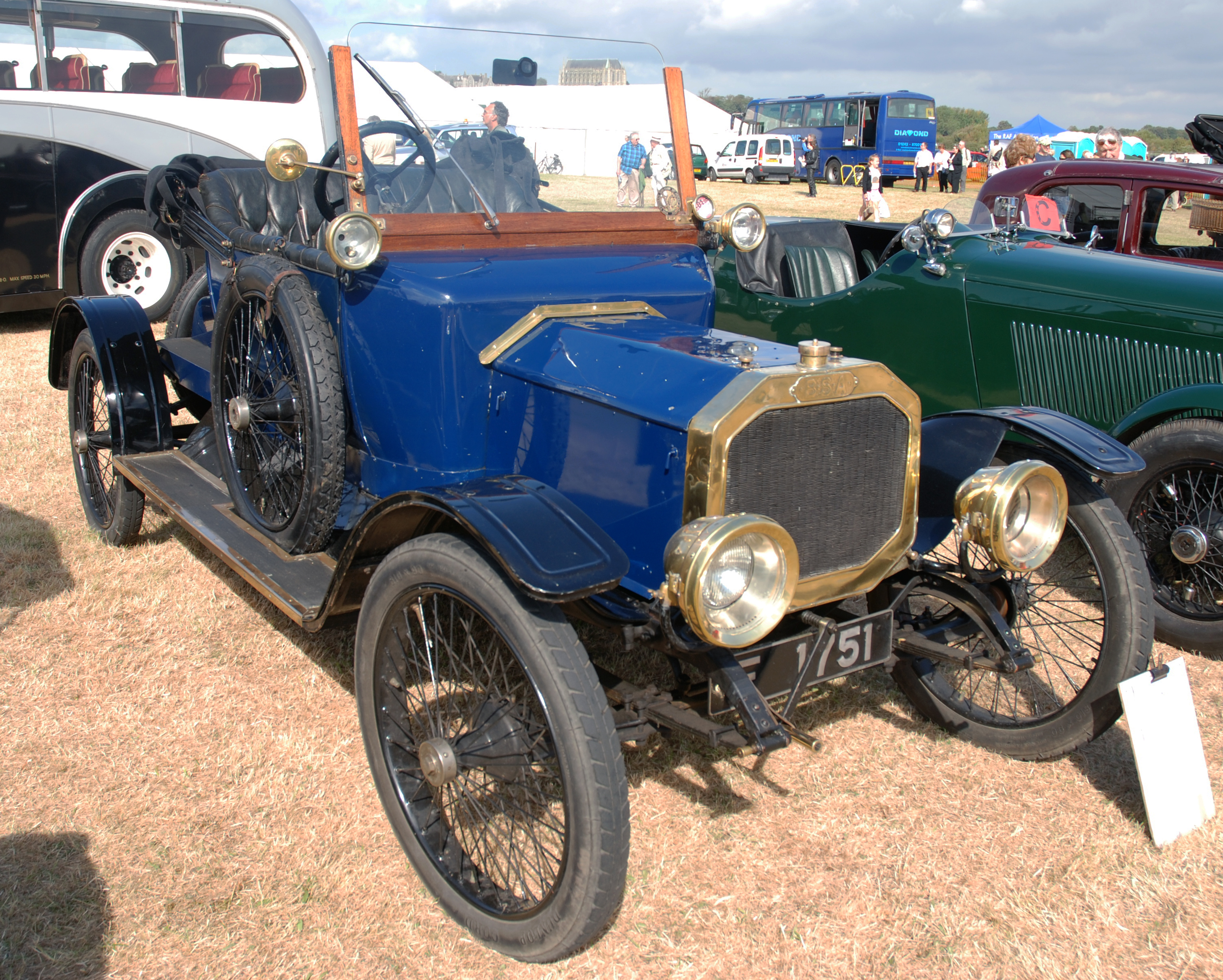
BSA descubierto dos plazas 13.9 hp (1912)

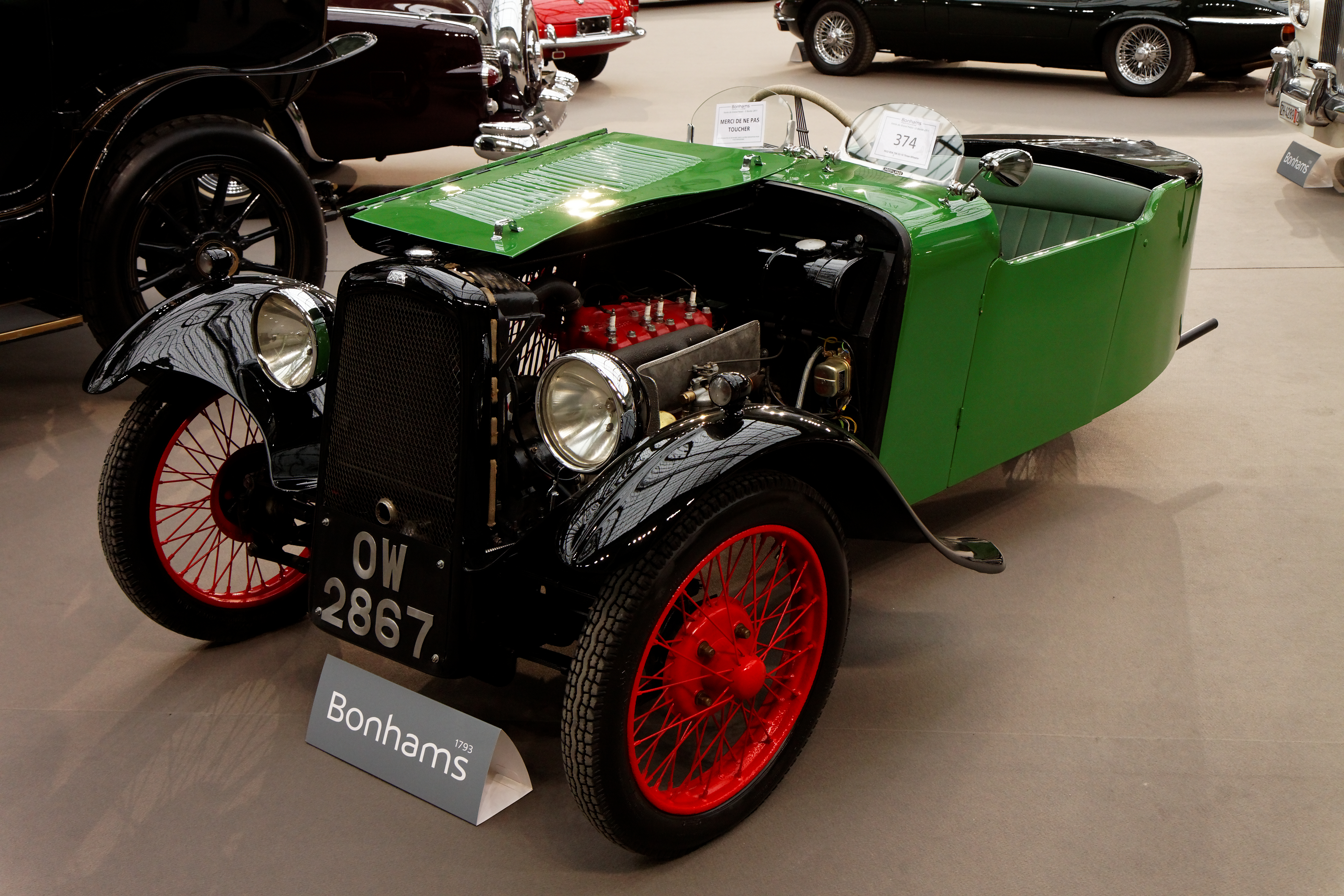
TW-33-10 (1933)

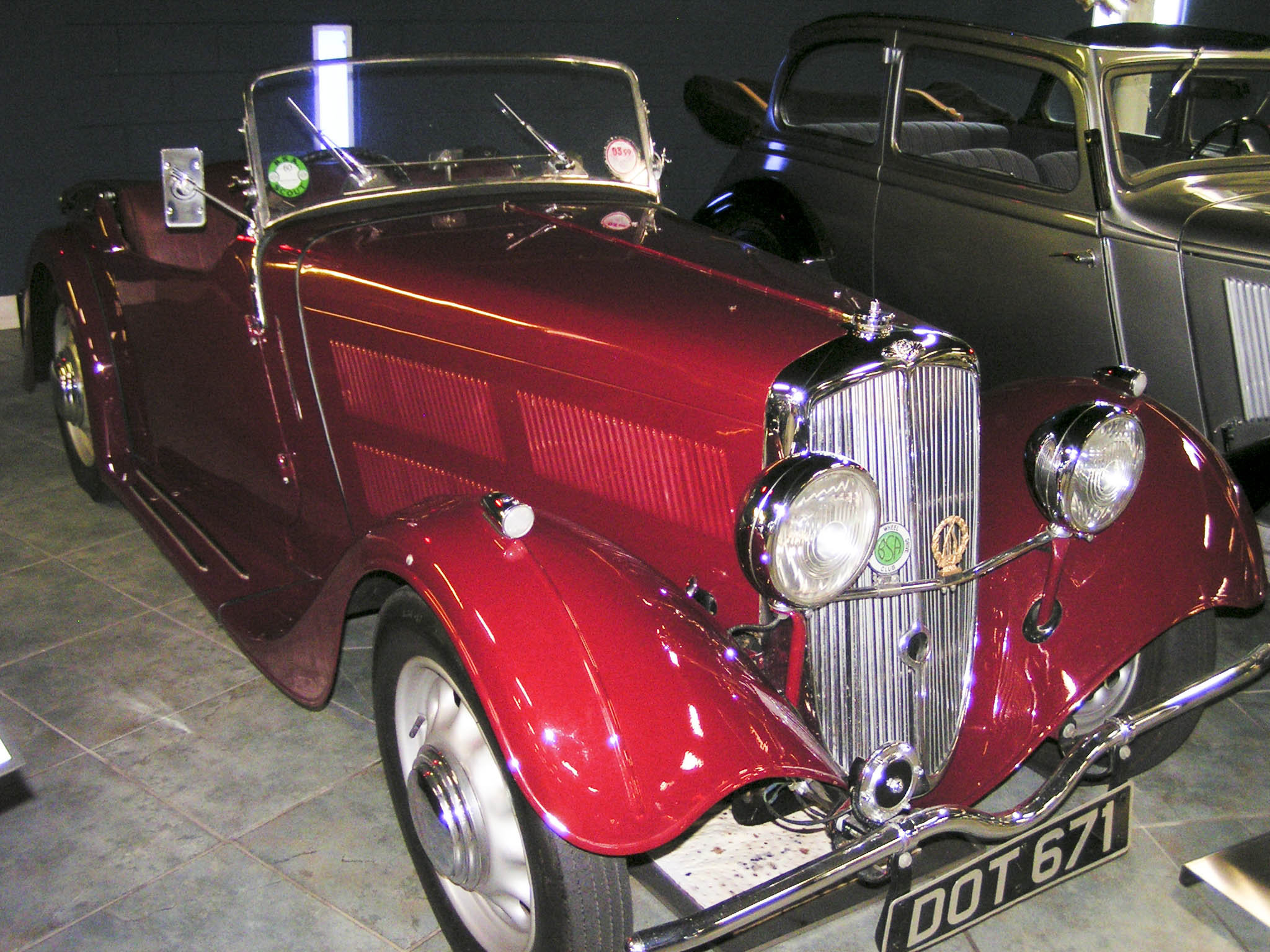
Scout de luxe serie 6 (1938–39)

| Modelo         | Período   | Cilindros | Capacidad | Ruedas | Tracción  | Batalla                                                |
| -------------- | --------- | --------- | --------- | ------ | --------- | ------------------------------------------------------ |
| 14/18 hp       | 1907–1910 | 4-cil     | 2596 cm³  | 4      | Trasera   | (8'6") 102 plg (2591 mm)                               |
| 18/23 hp       | 1908–1910 | 4-cil     | 3622 cm³  | 4      | Trasera   | (9'6") 114 plg (2896 mm)                               |
| 25/33 hp       | 1908–1911 | 4-cil     | 5401 cm³  | 4      | Trasera   | (10'4") 124 plg (3150 mm)                              |
| 15/20 hp       | 1910–1911 | 4-cil     | 3053 cm³  | 4      | Trasera   | (8'9") 105 plg (2667 mm)                               |
| 20/25 hp       | 1910–1911 | 4-cil     | 4156 cm³  | 4      | Trasera   | (9'6") 114 plg (2896 mm)                               |
| 13.9 hp        | 1912–1915 | 4-cil     | 2015 cm³  | 4      | Trasera   | (9'0½") 108,5 plg (2756 mm) o (9'4") 112 plg (2845 mm) |
| –              |           |           |           |        |           |                                                        |
| 10 hp          | 1921–1924 | 2 en V    | 1080 cm³  | 4      | Trasera   | (8'0") 96 plg (2438 mm)                                |
| 11 hp          | 1923      | 4-cil     | 1468 cm³  | 4      | Trasera   | (8'10") 106 plg (2692 mm)                              |
| 12 hp          | 1923      | 4-cil     | 1028 cm³  | 4      | Trasera   | (9'3") 111 plg (2819 mm)                               |
| 14 hp          | 1924      | 4-cil     | 1765 cm³  | 4      | Trasera   | (8'0") 96 plg (2438 mm) o (8'10") 106 plg (2692 mm)    |
| 16 hp          | 1924–1926 | 6-cil     | 1872 cm³  | 4      | Trasera   | (9'9") 117 plg (2972 mm)                               |
| –              |           |           |           |        |           |                                                        |
| 2-str 9 hp     | 1929–1932 | 2 en V    | 1021 cm³  | 3      | Delantera | (7'6½") 90,5 plg (2299 mm)                             |
| 2-str 9 hp     | 1932–1935 | 4-cil     | 1075 cm³  | 3      | Delantera | (7'6½") 90,5 plg (2299 mm)                             |
| 4-str 9 hp     | 1932–1936 | 4-cil     | 1075 cm³  | 4      | Delantera | (8'1½") 97,5 plg (2477 mm)                             |
| Ten saloon     | 1932–1936 | 4-cil     | 1185 cm³  | 4      | Trasera   | (8'1½") 97,5 plg (2477 mm)                             |
| Light 6 saloon | 1934–1936 | 6-cil     | 1378 cm³  | 4      | Trasera   | (8'3") 99 plg (2515 mm)                                |
| Scout 9 hp     | 1935–1936 | 4-cil     | 1075 cm³  | 4      | Delantera | (7'6") 90 plg (2286 mm) o (7'9") 93 plg (2362 mm)      |
| Ten saloon     | 1936      | 4-cil     | 1330 cm³  | 4      | Trasera   | (8'3") 99 plg (2515 mm)                                |
| Scout 10 hp    | 1937–1939 | 4-cil     | 1203 cm³  | 4      | Delantera | (7'6") 90 plg (2286 mm) o 7'11½" 95,5 plg (2426 mm)    |